# 秋山富一
秋山 富一（あきやま とみいち、1929年12月17日 - ）は、日本の実業家。第六代住友商事社長。

## 経歴
群馬県藤岡市生まれ。1953年一橋大学卒業。大学では体育会ラグビー部に、藤居寛（帝国ホテル社長）らとともに所属しており後年、第6代一橋大学ラグビー部OB会長を務めた。
1953年住友商事株式会社入社、鉄鋼部に配属される。1956年ニューヨーク支店（四年半）、鉄鋼貿易部を経て、1965年ロスアンジェルス事務所長（二年半）、1973年ジャカルタ支店長（三年半）を歴任。
1979年同社取締役、1983年同社常務、1986年同社専務電子航空本部長、1987年同社副社長、1988年同社副社長メディア事業本部長、1990年同社社長、1996年同社会長、1997年退任。

## 主な役職
- 経団連日本・香港経済委員長
- 住友老壮会会長
- 財団法人国際開発高等教育機構評議員
- 財団法人海外邦人医療基金監事
- 社団法人日韓経済協会副会長
- オランダ市場協議会会長
- ベルギー・ルクセンブルク市場協議会会長
- セイコーエプソン株式会社監査役

## 受賞
- 2002年 勲二等旭日重光章。